# Alfa Cívis 12

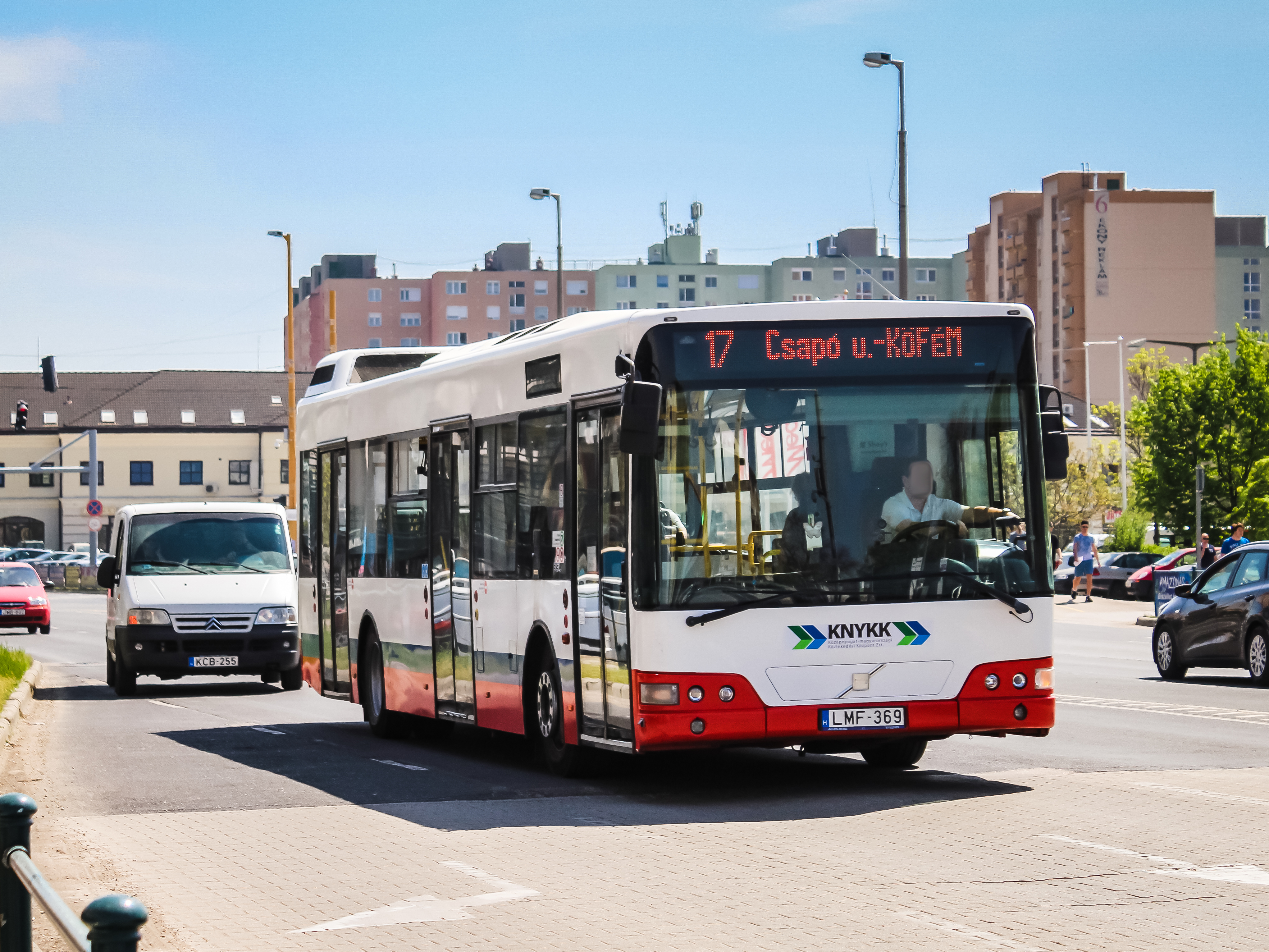
Székesfehérváron

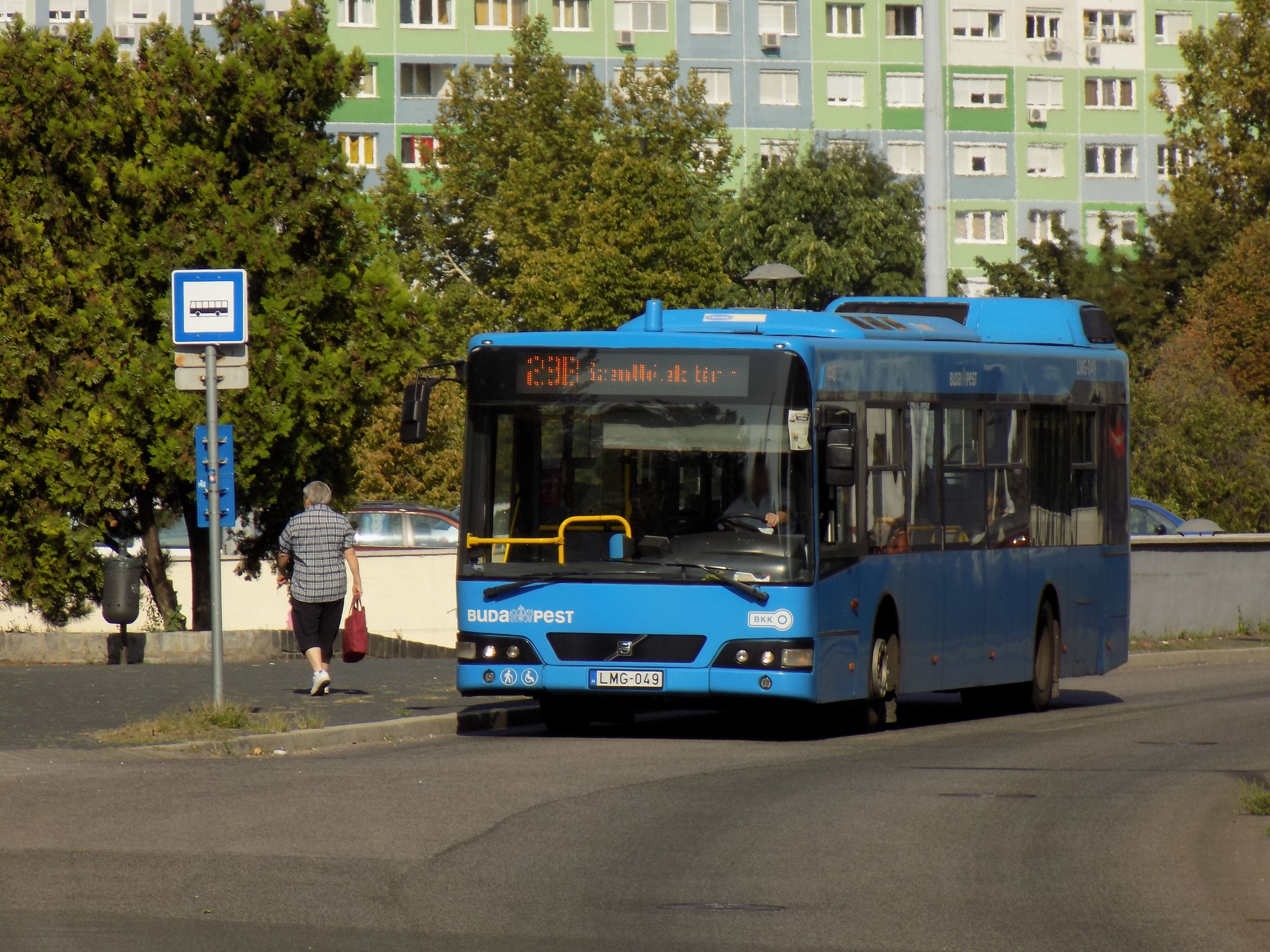
Budapesten, a Flórián téren, a megszűnt 29B járaton

Az Alfa Cívis 12 egy Székesfehérváron, az Alfa-Busz Rt. által gyártott városi szóló alacsonypadlós autóbusz. Csuklós változata az Alfa Cívis 18. A járművek Debrecenben, Budapesten, Székesfehérváron és Hatvanban közlekedtek. Jelenleg csak Hatvanban és Székesfehérváron közlekednek utasforgalomban.

## Előfordulás

### Debrecen
A járműtípus Debrecen számára lett kifejlesztve. 2009-ben a DKV átvette a városi autóbuszvonalak üzemeltetését, és ezek kiszolgálására kerültek a csuklós járművek mellett városba Cívis 12 típusú szóló autóbuszok. A járművek tulajdonosa az Inter Tan-Ker Zrt, amely a karbantartásról is gondoskodik. A beszerzett 100 darab busz LMG-001 és LMG-100 közé eső rendszámokat kaptak. 
A 2-es villamos 2014-es elindulásával 15 autóbuszt Debrecenből Budapestre küldtek, majd az új Mercedes Reform autóbusz forgalomba állítása után 2018-ban egy 16. jármű is átkerült a fővárosba, majd 2019-ben egy 17. jármű is. A városban maradt 83 jármű közül egy 2020-ban leégett. 
A Mercedes Reform valamint Conecto buszok érkezésével 2023 októberére az utolsó járművet is kiváltották, így Debrecenben több ilyen típusú autóbusz már nem közlekedik.

### Budapest
Budapesten összesen 17 darab, eredetileg Debrecenben közlekedett autóbusz található meg. Ezeknek a tulajdonosa változatlanul az Inter Tan-ker maradt. Az Óbudai buszgarázshoz tartozó járművek közül ezeken a vonalakon közlekedtek: 11, 29, 111, 118, 128, 129, 149, 155, 160, 243, 260, 901, 956, 960
2023. április 30-án közlekedtek utoljára és búcsúztak el menetrendszerinti forgalomból az Alfa Cívis 12 szóló buszok Budapestről.

### Székesfehérvár
Székesfehérvárott jelenleg[mikor?] 2 darab közlekedik. LMF-369 és LMF-370 rendszámmal. 17 darabot érkeztek Budapestről[forrás?] Tulajdonosa és karbantartója a Volánbusz.

### Hatvan
Hatvanban 2022. május 1-je óta közlekednek az Inter Tan-Ker Zrt. autóbuszai.Jelenleg[mikor?] 6 darab autóbusz látja el a feladatokat

## Műszaki adatok
Motor
Típus: VOLVO D9B310
6 hengeres, 4 ütemű, turbófeltöltős, intercooleres és elektronikusan szabályozott
Hengerűrtartalom: 9360 cm³
Maximális teljesítmény: 228 KW/ 1700 1/ min ISO 1585 szerint
Maximális nyomaték: 1400Nm/1100-1500 1 /min ISO1585 szerint
Emissziós szint: Euro – 5
Üzemanyagtank
Üzemanyagtank: 220 liter ±1% az első ajtó mögött, a jobb mellső kerékdob körül
Automatikus váltó
ZF 6HP604 teljesen automatizált 6 sebességes intarderrel egybeépítve.
Váltó-előválasztó: 3 gombos
Hátsó híd
Portál beépítésű hátsó híd
Maximális sebesség a motor 2000/ min fordulatszámánál 96 km / h
Sebességhatárolás 70 km / óra
Hajtott tengely típusa: ZF AV 132
Abroncsok
Mellső, hátsó és pótkerék mérete: 7,5 x 22,5 tömlőnélküli
Gumitípus: Michelin 275 / 70 R22,5, városi kivitel
Felfüggesztés és kormányzás
Teljesen elektronikusan szabályozott felfüggesztés. Mellső alacsony merev portál felfüggesztés.
Elöl 2 db, a hajtott tengelyen 4 db légrugóval. Hidraulikus lengéscsillapítókkal felszerelve, valamint a rendszer szintezéssel és oldalra térdeplő funkciókkal van ellátva.
Járműszerkezet
Az autóbuszok hegesztett acélalvázzal és rozsdamentes acél felépítményű vázszerkezettel rendelkeznek. Homlok és hátfal üvegszál-erősítésű műanyag elemek. Az oldalvázon található külső alumíniumburkoló elemek ragasztott technológiával rögzítve.
Üvegezés
Ragasztott biztonsági üvegezésű egy darabból álló panorámás szélvédő. Az oldalsó és hátsó üvegek edzett biztonsági üvegek.
Nyitható oldalablakok száma 6 db
Külső rész
Fűthető, elektromosan állítható visszapillantó tükrök.
11. Ajtók és ajtó rendszer
Ajtóképlet: 2-2-2
Pneumatikus működésű ajtórendszer. Az ajtó befele lengő kivitelű. A mellső ajtóüveg hőszigetelt kivitelű.
Az ajtóknál vésznyitók kívül belül találhatóak.
A második ajtónál manuális működtetésű rámpa van beépítve.
Fűtés, szellőzés
Az autóbuszban vizes fűtésrendszer található, 2 csöves fűtőradiátorokkal és ventilátorokkal, amelyek manuálisan és automatikusan is vezérelhetőek.
Kiegészítő fűtőberendezés motor előmelegítéshez, páramentesítéshez és az utastér fűtéséhez. A fűtőkészülék 7 napra előre programozható órával rendelkezik.
Az autóbuszban beépített hűtő-fűtő légkondicionáló berendezés biztosítja a komfortos hőmérsékletet.
Belső rész
Belső anyagok az Európai előírásokat kielégítik. A padló anyaga csúszásmentes felületű, vastagsága min. 2.25 mm. Alatta ragasztott fapadló zaj-csillapított kivitellel. Az utastér rossz minőségben lett összeszerelve, kátyúkon az utastér borítása ugrál.
Vezetőülés és környezete
Volvo műszerfal. Állítható kormányoszlop.
Vezetőülés: Hárompontos biztonsági övvel felszerelt, integrált pneumatikus rendszerrel egybeépített. Állítható vízszintesen, függőlegesen, lengéscsillapítás állítás, háttámla döntés. A vezetőtér félmagas elválasztó fallal szerelve. Napellenzők elöl és oldalt felszerelve, amelyek manuális működtetésűek.